# Chinesische Streifenschildkröte
Die Chinesische Streifenschildkröte (Mauremys sinensis) ist eine Art der Bachschildkröten. Sie ist in ihrem natürlichen Verbreitungsgebiet vom Aussterben bedroht.
Synonyme sind unter anderem Emys sinensis, Ocadia sinensis und Emys bennettii.

## Merkmale
Die Chinesische Streifenschildkröte kann eine Panzerlänge von bis zu 27 Zentimetern erreichen, wobei Männchen mit maximal 20 Zentimetern kleiner bleiben. Der Rückenpanzer hat eine dunkelolivfarbene bis rötlichbraune Färbung und kann einen Vertebralkiel sowie – vor allem bei Jungtieren – schmale gelbe Säume um die dunklen Hornschilde herum aufweisen. Die Vertebralschilde sind etwa so breit wie lang oder etwas breiter als lang; der erste ist annähernd quadratisch, der zweite bis vierte sechsseitig und der fünfte vorne abgerundet und hinten dreiseitig. Der Plastron ist gelblich und zeigt üblicherweise einen dunklen Fleck auf jedem Hornschild. An Extremitäten und Kopf wechseln sich schmale, cremefarbene bis gelbe Streifen mit bräunlich-schwarzen ab. Zwischen den Zehen hat die Chinesische Streifenschildkröte Schwimmhäute.

## Ernährung
Die Chinesische Streifenschildkröte ernährt sich omnivor, wobei Weibchen einen höheren Anteil pflanzlicher Nahrung zu sich nehmen als Männchen. In Taiwan führten Störungen ihrer Ernährungsgrundlagen durch Dammbau und die Begradigung eines Flusses dazu, dass weibliche Chinesische Streifenschildkröten statt der zuvor bevorzugten Blätter von Murdannia keisak eine größere Anzahl unterschiedlicher Pflanzen, beispielsweise Blätter von Wedelia trilobata und Solanum nigrum sowie verschiedene Süßgräser, fraßen; auch die Männchen, die sich vor allem von Zweiflüglerlarven und einem geringeren Anteil Murdannia keisak ernährt hatten, wandten sich einer pflanzenbasierten Ernährung zu.

## Lebensweise

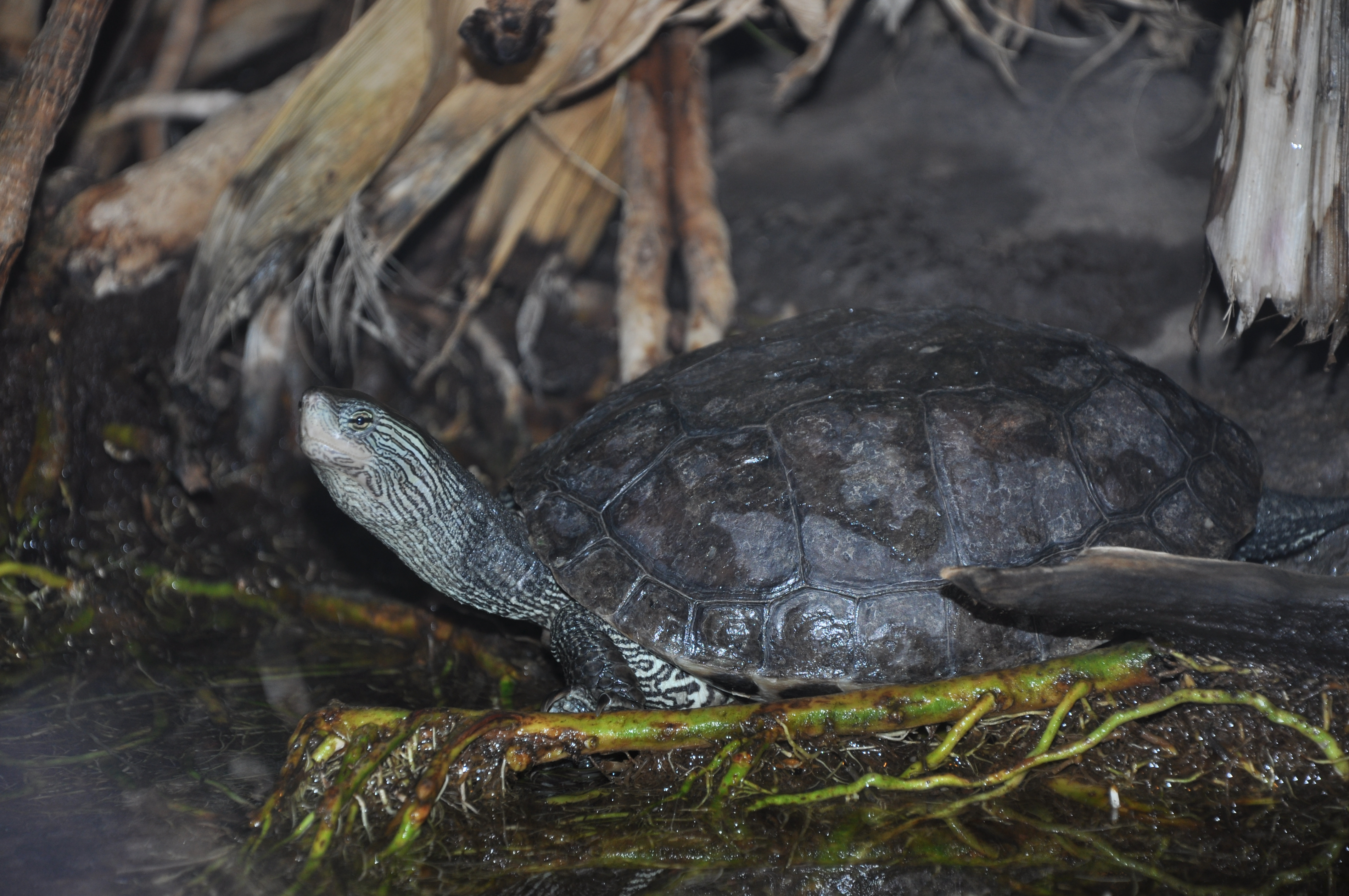
Chinesische Streifenschildkröte im Tierpark Dählhölzli

In Gefangenschaft erreicht die Chinesische Streifenschildkröte mit etwa vier Jahren die Geschlechtsreife. Ein Gelege kann zwei bis 20 Eier enthalten. Die Chinesische Streifenschildkröte zeigt eine temperaturabhängige Geschlechtsdetermination: Bei einer Inkubationstemperatur von 25 °C schlüpfen deutlich mehr Männchen, bei höheren Temperaturen steigt der Anteil an Weibchen und bei 33 °C schlüpfen nur noch Weibchen. Die optimale Temperatur liegt zwischen 28 und 30 °C.
Die Chinesische Streifenschildkröte lebt in und am Süßwasser, vor allem in stehenden oder sehr langsam fließenden Gewässern bzw. Feuchtgebieten im Tiefland, möglicherweise bis zu 300 Metern Höhe über dem Meeresspiegel. Sie nutzt Teiche, Tümpel, Bäche, überschwemmte Reisfelder und Gräben.

## Verbreitung
Die Chinesische Streifenschildkröte kommt in subtropischen bis tropischen Gebieten von Taiwan, Südchinas Küstengebieten inklusive Hainan, Laos und Vietnam vor.
In Taiwan war die Chinesische Streifenschildkröte in Fallenstudien von 2001 bis 2007 die häufigste und am weitesten verbreitete Süßwasserschildkröte, wenn auch mit überproportional vielen männlichen Tieren und vermutlich geringen Populationsgrößen; sie wird dort auch gezüchtet und in traditionellen Ritualen als Gebetstier freigelassen.
In China wird sie zum Verzehr, für medizinische Zwecke und für den Haustierhandel gezüchtet; 2001 verkauften chinesische Schildkrötenfarmen über 1.800.000 Exemplare dieser Art.
In Vietnam wird sie in 52 registrierten Farmen gezüchtet. Die Bestände in Vietnam wurden stark dezimiert und verteilen sich auf fragmentierte Feuchtgebiete, wobei kaum noch erwachsene Tiere anzutreffen sind.
Nach Südkorea, Hongkong, Mikronesien und Florida wurde die Chinesische Streifenschildkröte durch Menschen eingeführt; einzelne Beobachtungen sind auch aus Portugal, Spanien, Italien, Polen und La Réunion bekannt.
In der Slowakei wurde die Überwinterung eines Weibchens festgestellt, in Italien ließ sich sogar die Fortpflanzung vor Ort durch den Fund eines Schlüpflings nachweisen. Auch unter den natürlichen Umweltbedingungen im Nordosten der Iberischen Halbinsel kann sie sich vermehren.
Von 2005 bis 2015 wurden knapp 400.000 Chinesische Streifenschildkröten international gehandelt, wobei die meisten aus China stammten; das Hauptimportland war Deutschland mit 165.000 Tieren.

## Gefährdung
Die Chinesische Streifenschildkröte ist durch kommerzielle Nutzung und Lebensraumzerstörung mittlerweile vom Aussterben bedroht (critically endangered). Tiefland-Feuchtgebiete werden zunehmend zu Agrarflächen umgewandelt und gehen dadurch als Lebensraum verloren. Sie wird seit 2005 auch im Appendix III (China) des Washingtoner Artenschutzübereinkommens gelistet.

## Forschungsgeschichte
Erstbeschrieben wurde die Chinesische Streifenschildkröte 1834 von John Edward Gray als Emys sinensis.
1844 beschrieb er sie anhand eines Museumsexemplars als Emys bennettii und vermutete das Verbreitungsgebiet fälschlicherweise in Nordamerika. Die Zusammengehörigkeit der von Gray beschriebenen Arten bemerkte Albert Günther 1864.
Ab 1870 wurde die Chinesische Streifenschildkröte der Gattung Ocadia zugeordnet, die 2004 nach genetischen Studien in die Gattung Mauremys integriert wurde. Die Chinesische Streifenschildkröte bildet eine monophyletische Gruppe zusammen mit der Japanischen Sumpfschildkröte, der Chinesischen Rothalsschildkröte und der Chinesischen Dreikielschildkröte.
Weitere Synonyme sind Graptemys sinensis, Clemmys sinensis und Ocadia sinensis sinensis sowie Clemmys bennettii. Außerdem gehört zur Chinesischen Dreikielschildkröte ein als Testudo anyangensis † Ping 1930:217 (Synonyme: Ocadia anyangensis, Pseudocadia anyangensis und Mauremys anyangensis) beschriebenes neolithisches Subfossil aus China und ein als Ocadia sinensis changwui † Tao 1988:229 beschriebenes Fossil aus dem Spätpleistozän Taiwans.

## Hybridisierung
Die Chinesische Streifenschildkröte kann mit mehreren anderen Schildkrötenarten Hybriden bilden, darunter Chinesische Rothalsschildkröte, Chinesische Dreikielschildkröte (väterlicher- oder mütterlicherseits) sowie Japanische Sumpfschildkröte, Annam-Bachschildkröte – als Ocadia glyphistoma wurde eine Hybride zwischen einer männlichen Chinesischen Streifenschildkröte und einer weiblichen Annam-Bachschildkröte 2004 von Spinks et al. beschrieben – und Cyclemys shanensis.
Philippens Streifenschildkröte, als Ocadia philippeni 1992 von McCord und Iverson beschrieben, ist eine Hybride zwischen der Chinesischen Streifenschildkröte und Cuora trifasciata. 2020 wurde erstmals auch über Gefangenschaftshybriden zwischen Chinesischer Streifenschildkröte und Maurischer Bachschildkröte berichtet.